# Triều Châu, Bình Đông

Vị trí tại Bình Đông

Triều Châu (tiếng Trung: 潮州鎮; bính âm: Cháozhōu Zhèn) là một trấn của huyện Bình Đông, Trung Hoa Dân Quốc (Đài Loan). Trấn nằm trên vùng đồng bằng Bình Đông và những di dân người Hán đầu tiên đến trấn là người Triều Châu dưới thời hoàng đế Ung Chính. Trấn có diện tích 42,4331 km², dân số vào tháng 8 năm 2011 là 55.458 người thuộc 18.313 hộ gia đình, mật độ cư trú đạt 1307 người/km².